# Конкреції

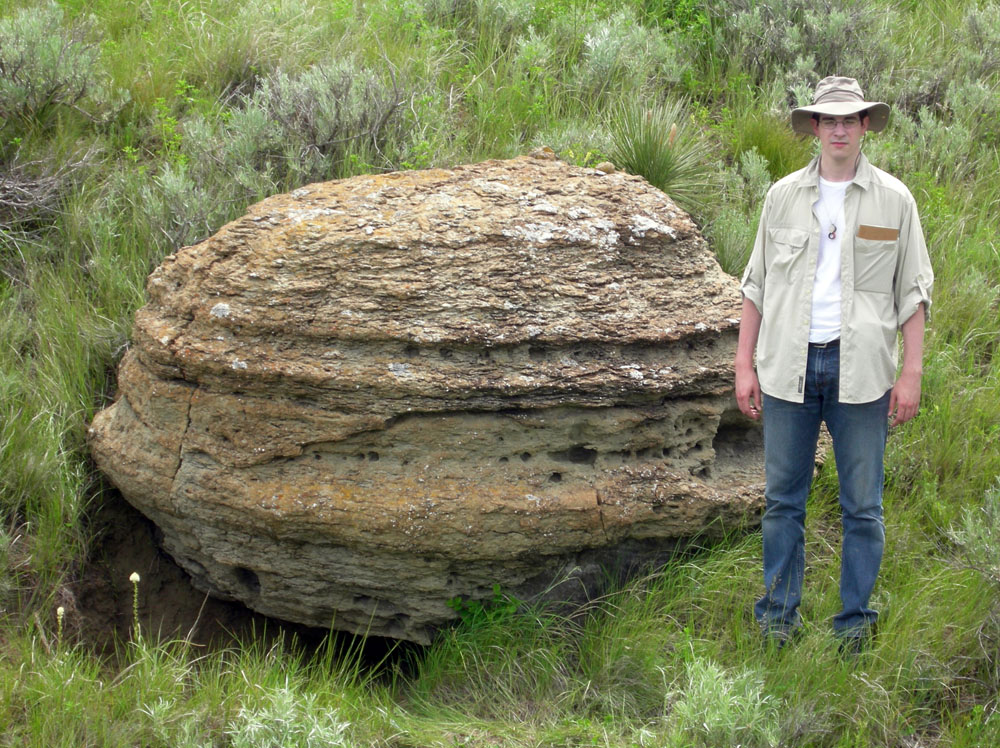
Конкреція

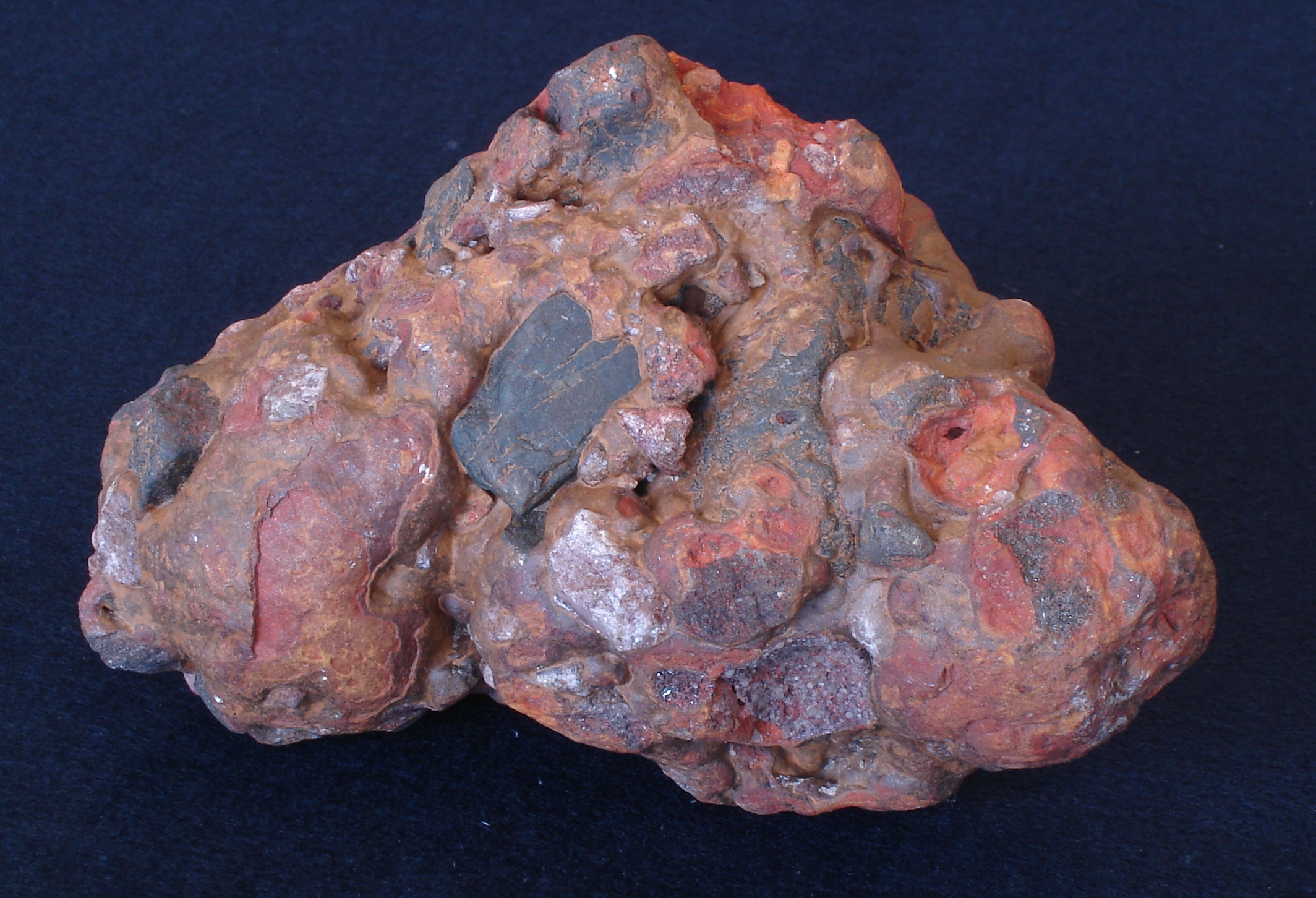
Залізиста конкреція з латеритного горизонту. Штат Мінас-Жерайс, Бразилія

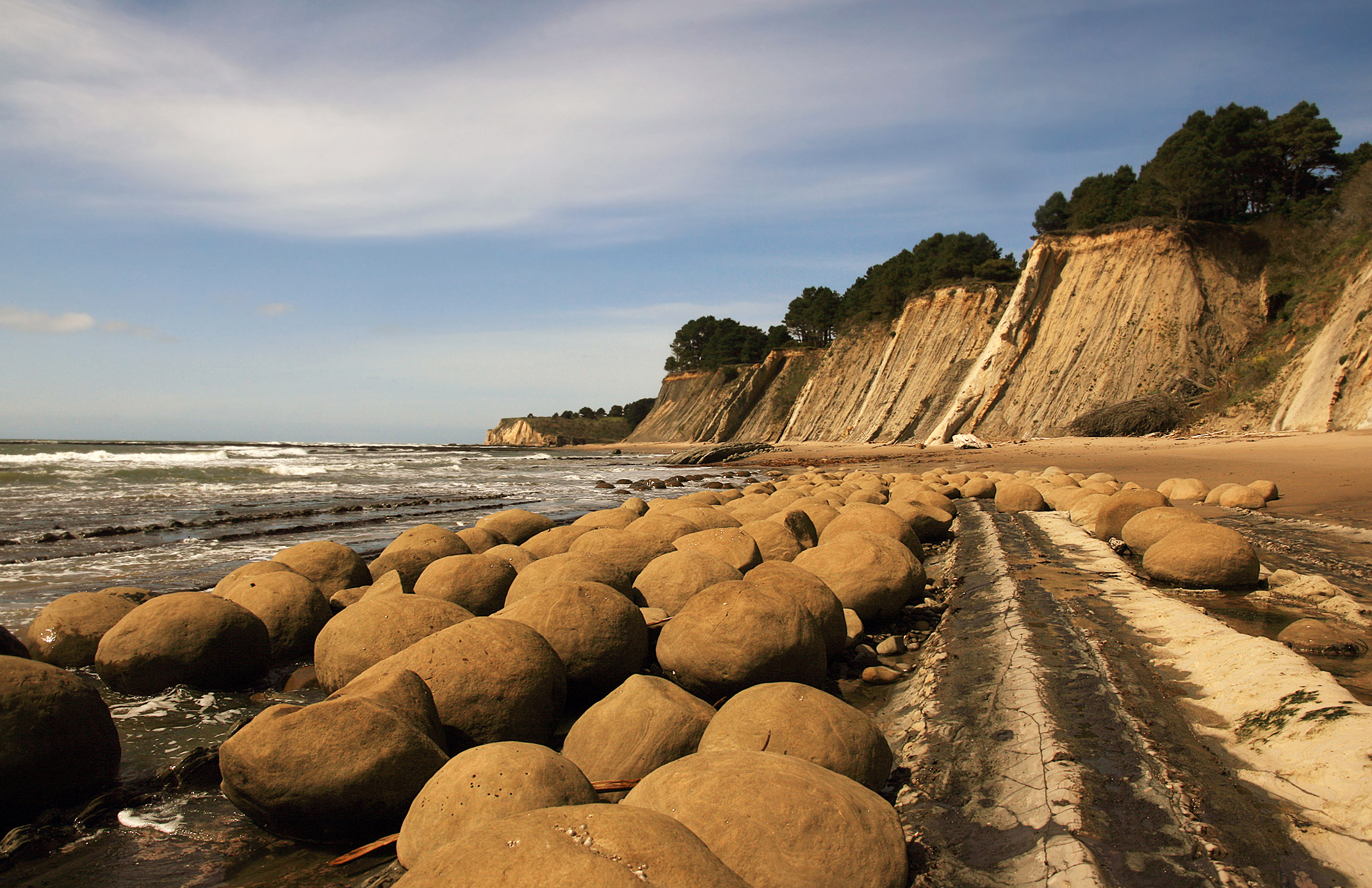
Конкреції на узбережжі Каліфорнії

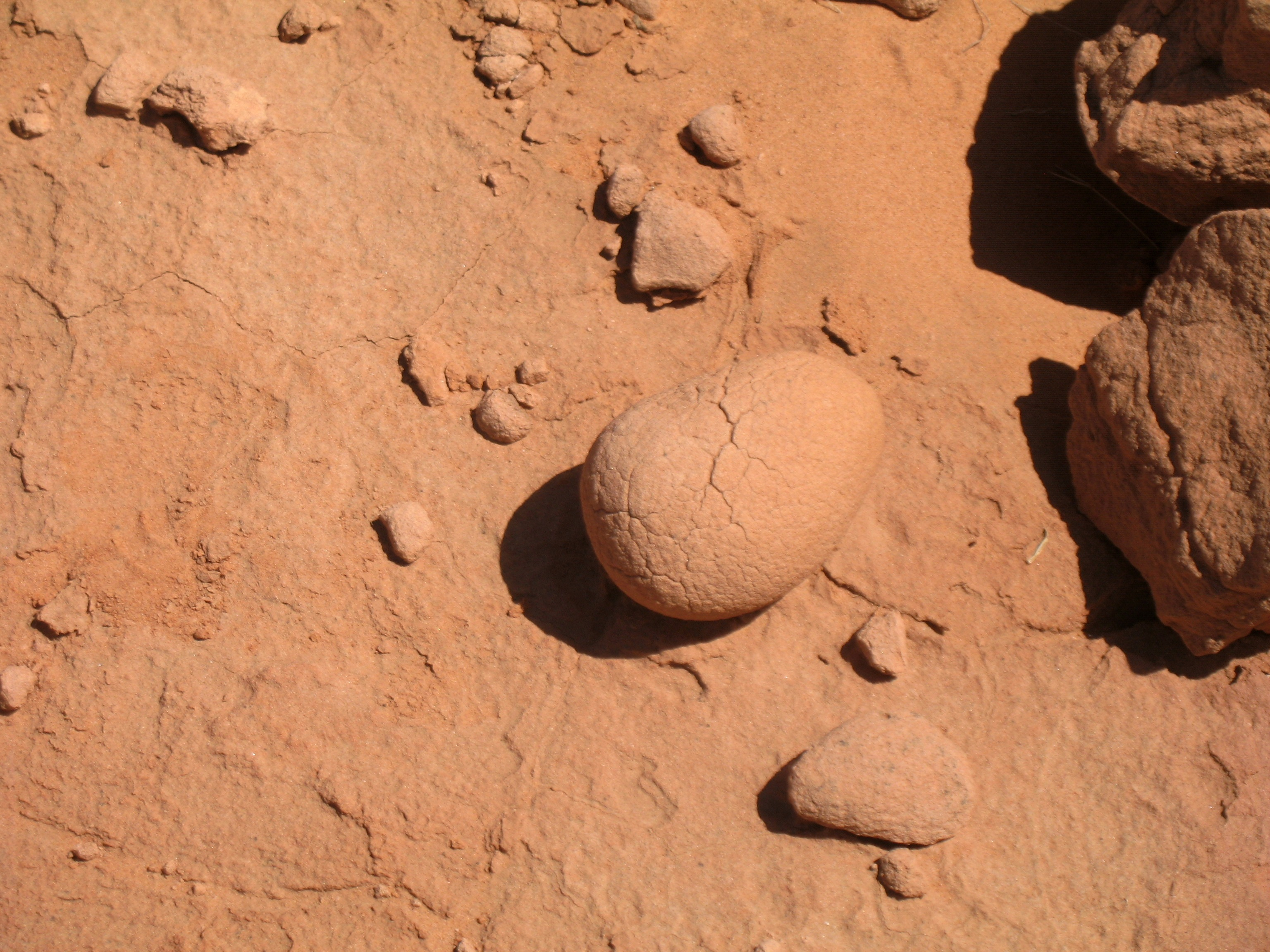
Конкреція, «яйце динозавра», долина Баін-Дзаг, пустеля Гобі, Монголія

Конкре́ції (англ. concretions, nodules; нім. Konkremente n pl, Konkretionen f pl) — мінеральні утворення переважно кулястої (або близької до неї) форми з внутрішньою радіально-волокнистою і концентричною будовою. Формування конкреції проходить від центру. Центрами конкрецій можуть бути зерна мінералів, уламки порід, мушлі, зуби і кістки риб, залишки рослин тощо. З різноманітних форм конкрецій переважають саме кулясті.
Зустрічаються в товщі осадових порід; можуть бути агрегатами однорідних або різних мінералів. Конкреції складаються звичайно з карбонатів кальцію (кальциту, рідше — арагоніту), оксидів і сульфідів заліза, фосфатів кальцію, гіпсу, сполук марганцю, а у вапняках часто з кремнекислоти (кременеві жовна).
Розміри конкрецій коливаються від часток міліметра (мікроконкреції) до десятків сантиметрів і навіть 1 метрів. Вони зустрічаються у відкладах різних геологічних систем і в осадах сучасних озер, морів і океанів. У вигляді конкрецій трапляються фосфорити, марказити та інші корисні копалини. На поверхні дна Тихого, Атлантичного та Індійського океанів встановлені значні скупчення залізо-марганцевих конкрецій (бл. 10% всієї площі океаніч. ложа), що є важливим ресурсом мінеральної сировини.